# 村中昭文
村中 昭文（むらなか あきふみ、1961年 - ）は、日本で活動するパティシエ。熊本県出身。次男はプロ野球選手の村中恭兵。

## 経歴
高等学校卒業後にケーキ屋勤め、1995年に34歳の時に有限会社ら・ふらんすを開業し、その後店舗を増やし経営している。
2010年には恭兵が所属している東京ヤクルトスワローズのファン感謝デーに出店し相模原プリンの販売を行った。近年は弟子が毎年ジャパン・ケーキ・ショー東京に作品を出展していることで知られている。
相模原中央ボーイズ球団副会長を務め、恭兵同様自身も野球に関わっている。

## 出演
- スモールサン（2016年9月27日、インターネットラジオ） - トモとリエコの“モノづくりサポーターズ”第26回[3]。